# 无门慧开
无门慧开（1183年—1260年），俗姓梁、字无门，浙江杭州人，宋代禅僧。
慧开禅师幼年时拜师出家，广习经论。后得法于平江府万寿寺月林师观禅师，为南岳下十八世，临济宗杨岐派。嘉定十一年（1218年）于安吉报国寺开法，后又迁往隆兴府天宁寺、黄龙寺、翠巌寺，镇江府焦山普济寺，平江府开元寺，建康府保宁寺等寺院。绍定元年（1228年），他应邀于福州永嘉龙翔寺为僧众拈提佛祖机缘，并整理成《无门关》一书。淳祐六年（1246年）奉旨开山建护国仁王寺。他经常奉诏为宋理宗说法，曾因祈雨应验而获赐金襕法衣并勅封为“佛眼禅师”。景定元年（1260年）圆寂，宋理宗赐钱三千贯并将其葬于护国灵洞山。著有《无门慧开禅师语录》二卷、《无门关》一卷。
慧开禅师的日本参学弟子心地觉心回国后建立兴国寺、开创法灯派，被尊为“法灯圆明国师”。